# Josep Francesc Boix
Josep Francesc Boix (La Jana, s.XVII - 7 de desembre de 1679) va ser un músic castellonenc.
Va ser admès diputat en l'església del seu poble el 13 de juny de 1672. La seva mort va ser sobtada quan encara estava exercint d'escolanet al 1679. Va ser enterrat a la mateixa església on estava fent el servei, a la capella de Sant Bult.